# Dodécacarbonyle de triosmium
Le dodécacarbonyle de triosmium, souvent appelé triosmium dodécacarbonyle par anglicisme, est un composé chimique de formule Os3(CO)12. Il s'agit d'un carbonyle de métal, constitué de 12 groupes carbonyle CO et de trois atomes d'osmium Os formant un complexe appartenant au groupe de symétrie D3h, dans lequel les trois centres Os forment un triangle équilatéral portant chacun deux ligands CO axiaux et deux ligands CO équatoriaux. Il possède la même structure que le dodécacarbonyle de triruthénium Ru3(CO)12, tandis que le dodécacarbonyle de trifer Fe3(CO)12 appartient au groupe de symétrie C2v en raison de ses deux ligands pontants CO. Les liaisons Os–Os ont une longueur de 288 pm.
Le dodécacarbonyle de triosmium est produit directement en faisant réagir du tétroxyde d'osmium OsO4 avec du monoxyde de carbone CO à 175 °C :
3 OsO4 + 24 CO → Os3(CO)12 + 12 CO2.